# Соколов, Николай Петрович (историк)
Николай Петрович Соколов (14 [26] ноября 1890, Мармыжи, Княгининский уезд, Нижегородская губерния — 16 августа 1979, Горький) — советский историк, педагог, организатор науки. Профессор Горьковского педагогического института, где с 1958 по 1969 год возглавлял кафедру всеобщей истории. Автор работ по истории Средневековой Италии, в особенности Венеции, Византии и славян, а также в области философии, экономики и Французской республики.
Консул в Швейцарии или Италии. Кавалер ордена Ленина (1967).

## Биография
Родился в семье священника (псаломщика) и его жены, дочери такого же псаломщика, урождённой Смирновой, в селе Мармыжи Княгининского уезда Нижегородской губернии Российской империи 14 (26) ноября 1890 года. Три дня спустя его крестили. У Николая был один младший брат Константин (1899 г.р.) и пять младших сестёр: Лидия (1894 г.р.), Анна (1901 г.р.), Нина (1903 г.р.), Елизавета (1906 г.р.) и Валентина (1908 г.р.). В детстве обучался в сельской школе, а затем в Арзамасском духовном училище и Нижегородской духовной семинарии. Известно, что в 1909 году его семья проживала в селе Пермеева Лукояновского уезда Нижегородской губернии. В 1910 году Николая приняли в Нежинский Историко-Филологический Институт князя Безбородко, в котором он проучился 4 года и окончил его с отличными оценками и званием учителя гимназии.
26 июня 1914 года Николая приняли в гимназию К. Мая (Санкт-Петербург) в качестве учителя латыни. Здесь он преподавал следующие четыре года, попутно посещая Императорский археологический институт. В 1915 году Николая прикомандировали для подготовки к профессорской деятельности на кафедре новой истории Петроградского университета. Его наставниками были Иван Михайлович Гревс, Николай Иванович Кареев и Михаил Иванович Ростовцев. В 1917 году он сдал магистерские экзамены, но продолжить обучение не смог из-за революции. В стране оказались широко распространены слухи о том, что Соколов, политически близкий «эсерам», служит в аппарате временного правительства республики. А. Я. Левин в воспоминаниях прямо пишет о том, что Соколов был членом партии, однако сам Николай в дальнейшем не упоминал об этом, хотя и оставил немало автобиографических сведений о себе. В этом сомневаются и его современные биографы. Вместо этого они предполагают его активную работу в МИДе. В 1917 году Николай прошёл конкурс и направился консулом или в Швейцарию, или в Италию. Когда меньшевиков стали арестовывать, он покинул Санкт-Петербург и «отсиживался в провинции», в своей родной губернии, где работал заведующим нескольких школ — сначала в селе Черновское, потом в селе Гагино Сергачского уезда. В 1923 году его перевели в потребительский кооператив города Ветлуга, а 4 года спустя Николай направился в столичный город новой Горьковской области — Горький, где работал сначала в местном, а затем в областном торговом отделе. Пребывая здесь он получил опыт экономиста и даже опубликовал ряд научных статей.
К преподаванию Николай вернулся «самовольно» в 1936 году, когда стал учителем истории, затем завучем в школе № 25 Ждановского района. Через два года в сентябре его арестовали по обвинению в связях с Романовыми. Следствие пришло к выводу о его невиновности. С 1940 года Николай начал преподавать в Горьковском педагогическом институте (ГПИ), а три года спустя защитил кандидатскую диссертацию «Философс.-исторические идеи Тюрго», которую один из ведущих историков того времени Е. В. Тарле назвал «жемчужиной». В следующем году в партбюро института обсуждался вопрос дальнейшей деятельности Соколова, и многие коллеги были против. Однако он продолжил работу, начав новые исследования в области славяноведения и византинистики. Последняя стала частью его диссертации на доктора наук, защищённой в 1954 году, — «Образование и первоначальная организация Венецианской колониальной державы».
Скончался Николай Петрович 16 августа 1979 г. в Горьком. Похоронен на Бугровском кладбище.

## Награды
- Орден Ленина (1967)[4].

## Основные работы
Книги
- Соколов Н. П. Образование Венецианской колониальной империи / отв. ред С. И. Архангельский и Е. В. Кузнецов. — Саратов: Издательство Саратовского университета, 1963. — 563 с. — 600 экз. — на основе диссертации. Переведена на польский язык.
- История свободомыслия и атеизма в Европе / под ред. Н. П. Соколова. — М.: Мысль, 1966. — 412 с.
- Соколов Н. П. Сорок лет советского византиноведения. — Горький: Горьковский государственный университет им. Н. И. Лобачевского, 1959. — 51 с.

Статьи
- Венецианские цехи в XIII и XIV вв // Средние века. — М.: Издательство Академии наук СССР, 1959. — № 15. — С. 34—59. — ISSN 0131-8780.
- «Договор о перевозке» как источник для решения вопроса о преднамеренности изменения направления четвертого крестового похода // Ученые записки Горьковского государственного университета. — Горький: Горьковский государственный университет, 1968. — Вып. 88. Ч. I (серия историческая). — С. 5—21. — ISSN 2411-7951.
- Колониальная политика Венеции в сфере церковных отношений // Страны средиземноморья в эпоху феодализма: межвузовский сборник. — Горький: Издательство ГГУ, 1982. — С. 53—64.